# Kick-Ass (videogioco)
Kick-Ass (Kick-Ass: The Game) è un videogioco sviluppato e pubblicato da Frozen Codebase per iOS nel 2010. Una versione per PlayStation 3 è stata distribuita da WHA Entertainment. È basato sul film del 2010 e sul fumetto Kick-Ass. Nel 2014 è uscito un seguito intitolato Kick-Ass 2.

## Trama
La trama ripercorre quella del film omonimo con due differenze in particolare: tutti e tre i personaggi principali (Kick-Ass, Hit-Girl o Big Daddy) appaiono fin dall'inizio mentre la scena del rapimento compiuto dai malviventi viene modificata rispetto all'originale nel caso in cui il giocatore abbia deciso di utilizzare Big Daddy, venendo rapita Hit-Girl insieme a Kick-Ass.

## Modalità di gioco
Il gioco è un picchiaduro a scorrimento in cui il giocatore può scegliere uno dei tre personaggi disponibili in modalità singola o multigiocatore.

## Sviluppo
Ben Geisler, il produttore esecutivo di Frozen Codebase, in un'intervista a GameSpot ha affermato che hanno dovuto inventare il social "Facespace" che compare nel gioco al posto del reale Myspace, che compare anche nel film, a causa di "problemi di licenza".

## Pubblicazione
La versione per iOS è stata pubblicata il 17 aprile 2010 mentre quella per PlayStation 3 è uscita il 27 aprile seguente in Nord America e il 5 maggio in Europa.

## Seguito
Nel 2014 Freedom Factory Studios ha pubblicato Kick-Ass 2 basato sul film omonimo del 2013.